# ميخائيل شتال
ميخائيل شتال (بالألمانية: Michael Stahl)‏ (15 سبتمبر 1987 بديتس في ألمانيا - ) هو لاعب كرة قدم ألماني في مركز الوسط. لعب مع شالكه 04 ونادي آلن ونادي كوبلنتس وTSG Wörsdorf ‏.

## وصلات خارجية
- ميخائيل شتال على موقع قاعدة بيانات كرة القدم.إي يو (الإنجليزية)
- ميخائيل شتال على موقع بيانات كرة القدم. دي إي (الألمانية)
- ميخائيل شتال على موقع عالم كرة القدم.نت (الإنجليزية)